# Saint-Ismier
Saint-Ismier är en kommun i departementet Isère i regionen Auvergne-Rhône-Alpes i sydöstra Frankrike. Kommunen ligger i kantonen Saint-Ismier som tillhör arrondissementet Grenoble. År 2022 hade Saint-Ismier 7 087 invånare.

## Befolkningsutveckling
Antalet invånare i kommunen Saint-Ismier
Referens:INSEE